# Malte Lundmark
Malte Lundmark (28 marca 2001 r.) – szwedzki unihokeista, obecnie zawodnik drużyny IBF Falun, uczestnik World Games 2022.

## Kariera klubowa
- Mosjö SK
- IBF Örebro Ungdom
- IBF Falun[1].

## Sukcesy

### Klubowe
- Puchar Mistrzów IFF – (1 x ): 2023
- Mistrzostwo Szwecji – (3 x ): 2021/22, 2020/2021, 2019/2020

### Reprezentacyjne
- Mistrzostwa Świata U-19 w Unihokeju - (1 x ): 2019
- Mistrzostwa Świata w Unihokeju 
 - (1 x ): 2022 
 - (1 x ): 2024
- Unihokej na World Games 
 - (1 x ): 2022

## Statystyki
Szczegółowa tabela występów w reprezentacji.
| Turniej                                       | Rok  | M | B | A | Pkt |
| --------------------------------------------- | ---- | - | - | - | --- |
| Mistrzostwa Świata w unihokeju                |      | 6 | 5 | 5 | 10  |
| Zurych                                        | 2022 | 6 | 5 | 5 | 10  |
| Mistrzostwa Świata w unihokeju (kwalifikacje) |      | 3 | 2 | 5 | 7   |
| Kocēni                                        | 2022 | 3 | 2 | 5 | 7   |
| Mistrzostwa Świata w unihokeju U-19           |      | 5 | 3 | 0 | 3   |
| Halifax                                       | 2019 | 5 | 3 | 0 | 3   |